# Kurt & Courtney
Kurt and Courtney es un documental de 1998 sobre el músico Kurt Cobain y quien fuera su pareja Courtney Love, hecho por Nick Broomfield.

## Sobre el documental
La película empieza con una investigación de las circunstancias que rodearon la muerte de Cobain y las teorías que se formaron posteriormente sobre un "complot". La investigación oficial concluyó que Cobain se suicidó, sin embargo, ciertos sectores discuten si su muerte fue un asesinato, en varios alegaciones, instigado por Love.
Mientras que Broomfield investiga las disputas que rodearon la muerte de Cobain, el relato pasa a una investigación sobre Love, que incluye una acusación en la cual supuestamente ella apoya la supresión de la libertad de expresión (es colaboradora de la ACLU) y su fama después de la muerte de Cobain.
La película iba a aparecer en el festival de Cine de Sundance, pero Love amenazó con demandar a los organizadores del festival si llegaban a mostrar la película . Broomfield removió toda la música de Nirvana y la reemplazó con música de bandas principalmente del área de Seattle. Sin embargo, cuando fue mostrada en BBC, la película contenía la presentación de la banda de "Smells Like Teen Spirit" en Top of the Pops en 1991.
Aunque el tema inicial de la película era la supuesta 'conspiración' para asesinar a Cobain, la negativa de Love para licenciar la música de Cobain y el hecho de que no quisiera participar en el reportaje fue usado por Broomfield como evidencia de su supuesta censura a la libertad de expresión.

### Música
Debido a que fue obligado a retirar la música de Nirvana, Broomfield usó la de otras bandas de la costa Pacífica estadounidense. Entre los más notables se encontraban Rozz Rezabek, (examante de Love) y Theater of Sheep, The Mentors, Earth y Napalm Beach.

## Sinopsis
La película empieza con un recuento sobre la muerte de Cobain y el seguimiento que la prensa hizo. Después, Broomfield entrevista a la tía de Cobain, Mary, que ayudó a su amor por la música cuando era un niño. Esta entrevista es seguida con conversaciones con varios amigos y profesores de escuela que conocían a Cobain cuando estaba creciendo antes de empezar a hablar de la relación de Cobain con Love y su muerte.
Después, la película trata en detalle de las acusaciones que hablan que Cobain pudo no haberse suicidado y que de hecho fue asesinado. Broomfield entrevista a Tom Grant, un investigador privado contratado por los días en que Kurt se encontraba desaparecido, que alegó que Love había creado un complot para matar a su esposo, como lo cree Hank Harrison, padre de Love. Broomfield también entrevista al contreversial músico El Duce, que alegó que Courtney Love le había ofrecido 50,000 dólares para matar a Cobain, una oferta que declinó. Dos días después de que la entrevista fuera filmada, El Duce murió aplastado por un tren.
Eventualmente Broomfield deja las conspiraciones y la película se convierte en una investigación de la supuesta oposición de Love a la libertad de expresión. En la película se incluyen llamadas telefónicas de MTV en las que decían que no iban a financiar la película (ésta fue completada gracias a la financiación de inversores privados y la BBC) debido a supuestas presiones de Love. Broomfield intenta construir un caso contra Love y en el intento entrevista a su exnovio Rozz Rezabek y a su padre Hank Harrison para dejar la impresión de que ella siempre está con hambre de fama a cualquier costo.
También hay una entrevista con la periodista Victoria Clarke (que escribió el libro "Nirvana: Flower Sniffin', Kitty Pettin', Baby Kissin' Corporate Rock Whores" con Britt Collins) sobre como Love y Cobain la habían amenazado mientras buscaba información para su libro de Cobain y Nirvana. Broomfield incluye clips de las amenazas hechas por Cobain y Clarke detalla la historia cuando Love la asalta.
La película concluye con Broomfield tomando la palabra en una reunión de ACLU (donde Love está como conferencista invitada) para cuestionar públicamente a Love sobre sus intentos para suprimir la libre expresión y la ironía de que ella esté representando la ACLU. Es sacado del escenario por Danny Goldberg, antiguo mánager de Cobain. Broomfield concluye que no hay suficiente evidencia para probar que Cobain fue asesinado pero que fue forzado a matarse a sí mismo.

### En inglés
- Sitio oficial
- Reseña y clips en 'Justice for Kurt'
- Reseña en 'Salon.com'

- Datos: Q2713591